# Gesneria (arna)
Gesneria és un gènere d'arnes de la família Crambidae.

## Taxonomia
- Gesneria centuriella (Denis & Schiffermüller, 1775)
- Gesneria rindgeorum Munroe, 1972